# Mega Man (personaje)
Mega Man (conocido en Japón como Rockman (ロックマン Rokkuman?)) es el protagonista del videojuego Mega Man. Es un robot creado en el año 20XX por el Dr. Thomas Xavier Light, dentro del universo de la saga de videojuegos homónima creada por Capcom en 1987 para la consola Nintendo Entertainment System (NES).

## Personaje

### Historia
En el año 20XX (algún momento del siglo XXI), el genio de la robótica Dr. Thomas Xavier Light comenzó a trabajar en un proyecto cuyo fin era crear un robot humanoide. Este robot haría uso de un programa de inteligencia artificial avanzado que le permitiría tomar decisiones por sí mismo basado en estímulos y órdenes básicas. Él llamó a este proyecto Robot Master (Robot Maestro en español), porque resultaría en un robot capaz de supervisar el trabajo de otras máquinas menos inteligentes.
Antes de que el Dr. Light construyera al robot que eventualmente se convertiría en Mega Man, diseñó primero al Robot Master conocido como Proto Man (Blues en Japón), llamado así debido al hecho de que era un prototipo de lo que serían sus futuras creaciones. Proto Man tenía la habilidad de poder dirigir una pequeña escuadra de otros robots en actividades militares. Sin embargo, antes de que el Dr. Light pudiese poner a prueba el verdadero potencial de su inteligencia artificial, el robot se rebeló, escapó y se dio por destruido.
Debido a la desaparición de Proto Man, Light decidió crear otro robot. Temiendo que el comportamiento de Proto Man hubiese sido debido al hecho de no haber tenido un par, Light decidió que lo mejor sería crear dos robots al mismo tiempo para que trabajaran juntos. Estos robots fueron llamados Rock (ロック) y Roll (Un dato curioso, es que la suma de los dos nombres mezclado con el inglés da Rock and Roll). Rock fue creado como el asistente de laboratorio del Dr. Light. Su propósito fue ser un usuario de herramientas en general. Simplemente estudiando como era usada una herramienta, Rock podía copiarla utilizando un programa de Sistema de Herramienta Variable, convirtiéndolo en el asistente de laboratorio ideal. Su hermana fue diseñada para realizar labores domésticas.
A raíz del éxito obtenido en estos dos robots de prueba, Light diseñó y construyó seis robots de tipo productivo, para ser usados principalmente en construcción y en el mantenimiento de obras públicas. Estos robots fueron Metro Man, un robot quien fue el héroe de Metro Ciudad; Cut Man, un robot talador de madera; Guts Man, un robot de excavación y construcción; Ice Man, un robot diseñado para la exploración en temperaturas de frío extremo; Bomb Man, un robot removedor de masas de tierra; Fire Man, diseñado para la gestión de residuos; y Elec Man, diseñado para vigilar y controlar plantas de energía nuclear. El remake mejorado, Mega Man Powered Up, introduce de forma retroactiva a Oil Man - diseñado para trabajos de mantenimiento de maquinarias, generando aceite y disparándolo a través de su brazo cañón- y Time Man - diseñado para investigar el viaje a través del tiempo con su habilidad de hacer que este pase más lentamente. Cada uno de estos robots podían hacer total uso del potencial de inteligencia y razonamiento de un Robot Master.
Finalmente llegó el momento en el cual el Dr. Light fue reconocido mundialmente por su brillante contribución a la ciencia. El Dr. Albert W. Wily, un colega en ese momento y futuro rival, desarrolló una gran envidia hacia él, al verse opacado por el trabajo de su compañero. Un día encontró a Proto Man, moribundo a causa de un malfuncionamiento de su sistema de energía. El Dr. Wily lo reparó y utilizó sus especificaciones para crear un robot policía que se llamó Sniper Joe. Mientras analizaba a Proto Man, descubrió una manera de reprogramar los robots del Dr. Light y decidió utilizar las creaciones de Light para la "dominación mundial". Reprogramó los seis robots de producción (ocho en Mega Man Powered Up) y despreció a los dos originales, Rock y Roll, tomando luego el control de su ciudad mediante el chantaje de destruirla y demandando reconocimiento.
El Dr. Light y Rock analizaron la situación y Rock, debido a su programado sentido del bien y el mal, se ofreció como voluntario a ser transformado de asistente de laboratorio a robot de pelea. Entonces fue rebautizado como Rockman (Mega Man en América y Europa).[cita requerida]
Desde ese día en adelante, Mega Man voluntariamente se ofreció como protector de la especie humana, a favor de su coexistencia con los robots en sociedad. Con la ayuda de muchos amigos suyos, Mega Man estropeó los planes del Dr. Wily y otros villanos y salvó muchas vidas en el proceso, convirtiéndose así en héroe justiciero de muchos.

## Otros personajes
Rush: Aparece desde Mega Man 3 para NES y siguió apareciendo en los demás juegos de la saga. Es un perro robótico que se transforma en jet, submarino o un resorte, según las necesidades de su dueño.
Tango: Es creado por el Dr. Light para ayudar a Mega Man después de ser derrotado por Terra en la quinta entrega de la serie para Game Boy. Su habilidad consta de hacerse una bola para embestir a sus enemigos.
Roll: "Compañera" de Mega Man creada para hacer la limpieza y hacerle compañía Mega Man como si se tratase de una hermana,(aunque  si son hermanos de verdad), tiene la misma edad aparente que Mega Man (ya que fueron creados a la vez), sin contar en sus líneas del tiempo en Mega Man Powered Up, no tiene habilidades de combate aunque a veces acompaña a Mega Man en las batallas.
Proto Man (Blues): Primer robot creado por el Dr. Light, el cual se rebela y decide destruir a la humanidad, es derrotado varias veces. Cuando el Doctor Wily se convierte en una amenaza, decide apoyar a Mega Man. En la serie MegaMan NT Warrior aparece como el rival final de Mega Man en el torneo en la primera temporada. Su nombre en Japón es "Blues".
Dr. Mikhail Cossack: Es el antagonista de Mega Man 4, el cual es clasificado como "El Villano Falso" en las series Rockman. Es un científico humano que desafía a Mega Man a pelear contra sus ocho Robots Masters y su fortaleza en Rusia. La razón de eso se descubre en el final del Dr. Cossack Citadel, después de la lucha contra Mega Man y Cossack, donde Proto Man (Blues) trae de vuelta a su hija (Kalinka) después de haber sido secuestrada por el Dr. Wily, obligandólo a realizar esto de conquistar el mundo y destruir a Mega Man.
Kalinka: Es una niña, hija del Dr. Cossack, la que tuvo su primera aparición en Mega Man 4, siendo secuestrada por el Dr. Wily para sus malvados propósitos.
Enker: Primer Mega Man Killer que apareció en Mega Man: Dr Wily's Revenge para Game Boy.
Punk: Tercer Mega Man Killer que apareció en Mega Man III para Game Boy.
Ballade: Cuarto Mega Man Killer, apareció en Mega Man IV para Game Boy.
Bass (Forte): Es un Robot Master creado durante o después de los eventos de Mega Man 6 a partir de los datos y diseño de Megaman que Willy recolecto de sus peleas, su debut empezó en Mega Man 7. Creado por el Doctor Wily, este robot imita el diseño de Mega Man con habilidades similares al mismo. Se rebela seguidamente contra su creador y busca demostrar ser el robot más fuerte tratando de vencer a Mega Man, aunque falla varias veces. Es arrogante, ambicioso y considera basura a los demás robots. En Japón, se le conoce como Forte.
Treble (Gospel): Es un Robot creado por Wily a pedido de Bass para imitar el diseño y las funciones de Rush, incluyendo la capacidad de combinarse con su compañero, en este caso con Bass. Apareció también durante Mega Man 7 junto a Bass. En Japón se le conoce como Gospel.
Quint: Según Mega Man II y Rockman Complete Works, es el Mega Man/Rockman del futuro secuestrado y reprogramado por el Doctor Wily. Tiene cierto parecido a Quick Man y Proto Man (Blues).

## Participaciones en otros juegos
Mega Man ha aparecido en una gran cantidad de videojuegos fuera de la serie original. El apareció como personaje jugable en Marvel vs. Capcom y Marvel vs. Capcom 2 asistido por Rush y Beat como representante de la franquicia Capcom. Mega Man apareció en otros juegos de pelea como Street Fighter X Tekken pero en una versión más envejecida, obesa como una parodia de la portada norteamericana del primer Mega Man que incluía una pistola. Aquí se llama "Mega Man" incluida en la versión japonesa.
Mega Man también apareció como invitado como personaje jugable en el Nintendo Super Smash Bros. para Nintendo 3DS y Wii U y Super Smash Bros. Ultimate en este como un personaje secreto. Aquí es un personaje que respeta sus movimientos originales y la animación de los primeros juegos. Utiliza su clásico Mega buster además de otros elementos de otros robot masters.
También hizo una aparición en el 3D shooter Cannon Spike, El simulador de cartas coleccionables SNK vs. Capcom: Card Fighters Clash y Card Fighter 2: Expand Edition.
Como apariciones no jugabales Mega Man lo hizo en numerosos cameos en juegos licenciados de Capcom , muchas veces como personaje de fondo. Algunas apariciones como Capcom World 2, Street Fighter Alpha 3, Marvel Super Heroes vs. Street Fighter, Pocket Fighter, Mighty Final Fight, Power Stone 2, Boktai, Boktai 2, Lunar Knights, The Misadventures of Tron Bonne, Onimusha Blade Warriors, y Tatsunoko vs. Capcom: Ultimate All Stars.

## Recepción de los medios y legado
El personaje de Mega Man ha sido bien recibido por la crítica. IGN lo llamó un icono de Capcom.Nintendo Power coloco a Mega Man como el cuarto héroe favorito, citando su habilidad de robar armas de los enemigos derrotados ,los Robot Masters. Mega Man fue elegido como el mejor robot en los vídeos juegos por muchas fuentes como Joystick Division, UGO Networks, y Complex. GameDaily lo rankeó como el mejor personaje de Capcom de todos los tiempos. UGO Networks dijo que Mega Man es uno de los mejores personajes de todos los tiempos, y lo llamó "uno de los más icónicos vídeo juegos de todos los tiempos". Fue incluido en GameSpot's "héroe de los videojuegos de todos los tiempos". 
Joystick Division cito su rivalidad con Dr. Wily como la séptima de las diez rivalidades de todos los tiempos y GamesRadar coloco a él y a Proto Man como una de las mejores rivalidades en videojuegos. UGO Networks nombró a Mega Man como el octavo personaje que más merece su propia película.
1UP.com describió a Mega Man como "la mascota enferma y maltratada de Capcom", y "uno de los más incongruentes personajes de todos los tiempos", diciendo "no seria totalmente erróneo de asumir que la popularidad de la serie no tiene nada que ver con Mega Man como personaje en si", "pero si con sus rivales,sus enemigos y sus poderes"." IGN estuvo de acuerdo sobre la dependencia de personajes secundarios, diciendo que Zero es "más cool que Mega Man".

## Habilidades de los Robot Masters deMega Man
- Ice Man: proyectiles de hielo
- Guts Man: Super fuerza
- Fire Man: Escudo y proyectiles de fuego
- Elec Man: Lanzar rayos
- Bomb Man: Super bombas
- Cut Man: Lanzar tijeras
- Mega Man (Copia): Buster

## Adaptadores de mejora
En Mega Man 6 fueron introducidos los "adaptadores" [cita requerida], los cuales le permiten fusionarse a otros robots, especialmente con el personaje Rush: el "Jet Adapter" le permite a Mega Man (junto a Rush) convertirse en "Jet Mega Man" y, en esta forma, está equipado con el "Jet Booster" que le permite impulsarse por cortos períodos. Otro adaptador, el "Power Adapter", le permite a Mega Man y Rush fusionarse y convertirse en "Power Mega Man", y en esta forma, Mega Man está equipado con el "Super Knuckle", un arma poderosa de corto alcance que le permite golpear enemigos y romper obstáculos. Sin embargo, estos dos adaptadores limitan habilidades de Mega Man anteriores a la fusión. En Mega Man 7, el "Super Adapter" permitió la creación de "Super Mega Man": esta forma combina los dos adaptadores anteriores.

## Mega Man en universos paralelos de la saga
Durante la Saga de Mega Man se crearon las siguientes líneas temporales:
- Mega Man X
- Mega Man Zero
- Mega Man ZX
- Mega Man Legends
- Rockman Xover

## Mega Man en otros medios

### Super Adventure Rockman
Mega Man tuvo su propia película interactiva de videojuegos llamada Super Adventure Rockman, para Sega Saturn y PlayStation, y fue exclusivamente lanzada en Japón. En esta versión Mega Man lucha una vez más contra el Dr. Wily quien tras encontrar una supercomputadora extraterrestre llamado "Ra Moon", en unas antiguas ruinas del Amazonas, utilizará esta tecnología para revivir a varios Robots Masters y planear una nueva conquista mundial.

### Wily and Right's RockBoard: That's Paradise
Este videojuego para la famicom japonesa fue creado como un monopoli en el que el objetivo era comprar más casillas y lugares de los videojuegos originales.

### Mega Man Pinball
Este videojuego para móvil fue creado como un pinball en el que el objetivo es derrotar a Air Man, Bubble Man, Quick Man y el Dr. Wily en una partida.

### Rockman Poker
Este videojuego para móvil fue creado como un póker en el que el objetivo es derrotar a Mega Man, Roll, Proto Man o Bass en una partida y conseguir más Zennys (dinero ficticio de varios videojuegos de CAPCOM).

### Marvel vs. Capcom
Mega Man ha aparecido en varios juegos fuera de sus series originales. Aparece como un personaje elegible en la serie de juegos de pelea Marvel vs. Capcom, Marvel vs. Capcom 2, Tatsunoko vs. Capcom: Ultimate All Stars al lado de otros personajes prominentes de Capcom como Ryu, Strider Hiryu y Captain Commando. En Marvel vs. Capcom: Infinite, solo estuvo su versión de Mega Man X (X) en lo cual es un personaje jugable en la nueva entrega.

### Super Smash Bros. (3DS/Wii U)
Además, también está presente en la entrega de Super Smash Bros. (3DS/Wii U), que fue estrenada en 2014 para las consolas Nintendo 3DS y Wii U.

### Super Smash Bros. Ultimate
Reaparece como personaje desbloqueable.

### Capitán N: El Amo del Juego
Su primera aparición animada como un personaje principal fue en 1989, en la serie de Capitán N: El Amo del Juego, la cual presenta una cantidad importante de personajes que aparecieron en las consolas de Nintendo hasta ese tiempo. Todos apoyan al personaje principal, Captain N, en su aventura para salvar el mundo de Videoland, encontrando muchos villanos, incluyendo al propio enemigo de Mega Man, el Dr. Wily. La voz de Mega Man fue hecha por Doug Parker, y su personaje tenía la tendencia de añadir la palabra "mega" antes de algunas palabras para darles énfasis.

### Mega Man: Upon a Star
Una OVA de anime japonés de tres episodios titulada Mega Man: Upon a Star fue producida en 1993, en un intento por ayudar a difundir información acerca de la cultura japonesa. En ella, Mega Man vuelve a encontrarse con su adversario, Dr. Wily, mientras aprende acerca de la sociedad japonesa, recibiendo ayuda ocasional de Proto Man.

### Mega Man (Ruby-Spears)
Capcom Productions con la colaboración de Ruby-Spears, Ashi Productions y Ocean Group animó la serie Mega Man, basada en la saga clásica. La producción americana-japonesa estrenó en 1994 y terminó en 1995. Dos temporadas fueron producidas habiendo una tercera planeada, pero la serie fue cancelada aun teniendo gran audiencia debido a una restricción presupuestaria. Los protagonistas de la serie son Mega Man, Rush, Dr. Light, Roll, y los antagonistas, Dr.Wily y Proto Man, junto a los Maestros Robot de la primera entrega de Mega Man, siendo Guts Man y Cut Man los que aparecen con más frecuencia. Mega Man debe enfrentarse a ellos, además de Maestros Robot de las secuelas del juego que van apareciendo en el transcurso de la serie, como Pharao Man y Snake Man, para cruzar los malvados planes de Dr. Wily.

### Mega Man (Man of Action)
Esta serie animada creada por Man of Action y Dentsu Entertainment será emitida en 2017 por DHX Media, tendrá una nueva versión de Mega Man, cuyo nombre real es "Aki", y obtendrá la ayuda de Mega Mini y Rush para luchar contra robots propios de la serie.

### Mad
Mega Man fue parodiado varias veces en la serie animada Mad, mayoritariamente, junto a otros personajes de videojuegos como Mario, Sonic the Hedgehog y Pac-Man.

### Rockman World
Este manga fue creado y dibujado por Shigeto Ikehara basándose en todos los videojuegos de la saga clásica de Mega Man.

### Rockman 4Koma Great March
Este manga fue creado como una sátira de toda la saga clásica de NES. En esta versión los personajes eran parodiados de forma cómica.

### Rockman Battle & Chase
Este manga se basa en el videojuego Mega Man Battle & Chase para Game Boy Advance.

### Mega Man Megamix/Gigamix
Este manga era una reeditación de la saga clásica con diseños más modernos de los personajes. El manga se basaba también en la saga clásica original.

### Rockman & Forte
Este manga se basa en el videojuego Mega Man & Bass para Game Boy Advance.

### Club Nintendo Cómics
Mega Man, el Dr. Light y el Dr. Wily tuvieron varias apariciones junto a otros personajes de videojuegos en estos cómics de la serie Super Mario.

### Mega Man (Dreamwave Productions)
Mega Man fue representado con una nueva versión de los personajes y otros propios de este cómic. En esta versión el nombre real de Mega Man es "Rocky" y vive una vida como estudiante escolar, pero tendrá que enfrentarse contra los "sobrinos" del Dr. Wily.

### Mega Man (Archie Comics)
La saga Mega Man fue reeditada creando una nueva versión de los personajes, basándose en varios videojuegos de la saga, por Archie Comics, además de compartir un crossover con Sonic the Hedgehog. Actualmente la serie de cómics sigue en publicación.

## Cameos
Mega Man ha aparecido como cameos: En el juego tridimensional de disparos Cannon Spike, en el simulador de juego de cartas SNK vs. Capcom: Card Fighters Clash y en Card Fighter 2: Expand Edition. En el juego Dead Rising del Xbox 360, Wii, el protagonista Frank West se puede vestir como Mega Man e incluso utilizar el cañón de su brazo. En este mismo juego también se pueden apreciar a los Servbots de la saga Legends. Apariciones cameo de Mega Man ocurren regularmente en otros juegos de Capcom, en los cuales se le puede ver como un personaje en el fondo de la acción. Estas apariciones incluyen Capcom World 2, Street Fighter Alpha 3, Marvel Super Heroes vs. Street Fighter, Pocket Fighter, Mighty Final Fight, Power Stone 2, Boktai, Boktai 2, Lunar Kings, The Misadventures of Tron Bonne, Marvel vs. Capcom 3, Onimusha: Blade Warriors y Dead Rising.

## Aparición en consolas
Actualmente la saga de Mega Man cuenta con varios títulos para distintas consolas, entre ellas, NES, SNES, Mega Drive, Game Boy, Super Game Boy, Game Boy Color, Game Boy Advance, PlayStation, Nintendo 64, Game Cube, PlayStation 2, PlayStation Portable, Arcade, Nintendo DS, Wii, PlayStation 3, Xbox 360 y más consolas.
Con más de 20 títulos en escena, la saga continúa, pues planean sacar nuevos juegos en las próximas consolas.